# The Lancet
The Lancet (eller blot Lancet) er et engelsksproget videnskabeligt tidsskrift, der udgives fra Storbritannien, første gang i 1823. Sammen med et andet tidsskrift ved navn New England Journal of Medicine er det det førende medicinske tidsskrift.